# Scinax haddadorum
Espèce
Scinax haddadorum est une espèce d'amphibiens de la famille des Hylidae.

## Répartition
Cette espèce est endémique du Mato Grosso au Brésil. Elle se rencontre à Barra do Garças vers 675 m d'altitude.

## Description
Les mâles mesurent de 29,4 à 35,4 mm. Le mâle holotype mesure 30,4 mm.

## Étymologie
Cette espèce est nommée en l'honneur de Célio Fernando Baptista Haddad et de sa famille.

## Publication originale
- Araujo-Vieira, Valdujo & Faivovich, 2016 : A new species of Scinax Wagler (Anura: Hylidae) from Mato Grosso, Brazil. Zootaxa, no 4061(3), p. 261–273.